# Saison 2017 de l'équipe cycliste Sunweb
La saison 2017 de l'équipe cycliste Sunweb est la treizième de cette équipe.

## Préparation de la saison 2017

### Sponsors et financement de l'équipe
Sunweb est le nouveau sponsor principal de l'équipe cette saison. Cette entreprise, déjà sponsor de l'équipe depuis 2015, remplace les deux sponsors-titre Giant, qui reste son fournisseur de cycle, et Alpecin, qui devient co-sponsor de l'équipe Katusha-Alpecin. Sunweb s'est engagé comme sponsor-titre pour trois ans. Malgré ces changements, le maillot de l'équipe reste rayé de blanc et noir, avec des touches de rouge. Ce maillot, fourni par Etxeondo, est identique à celui de l'équipe féminine Sunweb,. Le logo du fabricant de stores et d'appareils de ventilation Renson, engagé avec l'équipe depuis 2016, apparaît sur le cuissard. Le budget de l'équipe pour cette saison est estimé à 13 à 17 millions d'euros,,.

### Arrivées et départs
| Arrivées         | Équipe 2016            |
| ---------------- | ---------------------- |
| Phil Bauhaus     | Bora-Argon 18          |
| Chris Hamilton   | Avanti IsoWhey Sports  |
| Lennard Hofstede | Rabobank Development   |
| Lennard Kämna    | Stölting Service Group |
| Wilco Kelderman  | Lotto NL-Jumbo         |
| Michael Matthews | Orica-BikeExchange     |
| Mike Teunissen   | Lotto NL-Jumbo         |

| Départs            | Équipe 2017         |
| ------------------ | ------------------- |
| Ji Cheng           | retraite            |
| Koen de Kort       | Trek-Segafredo      |
| John Degenkolb     | Trek-Segafredo      |
| Caleb Fairly       | retraite            |
| Carter Jones       | retraite            |
| Fredrik Ludvigsson | Copenhagen          |
| Tobias Ludvigsson  | FDJ                 |
| Lars van der Haar  | Telenet-Fidea Lions |
| Tom Veelers        | retraite            |

### Objectifs
Le leader Tom Dumoulin a travaillé ses points faibles afin de viser le classement général d'un Grand Tour. Son principal objectif sera le Giro sur lequel on retrouve plus de contre-la-montre que sur le Tour de France. Pour préparer cet objectif principal, Dumoulin visera le classement général de Tirreno-Adriatico. Concernant la seconde partie de saison, le néerlandais visera le titre mondial du contre-la-montre.

## Déroulement de la saison
L'Australien Chris Hamilton est le premier à commencer la saison, avec ses championnats nationaux. Il y est le seul représentant de Sunweb, Michael Matthews faisant l'impasse sur le début de saison en Australie,.
Pour la première épreuve UCI World Tour de l'année, le Tour Down Under, Sunweb aligne Wilco Kelderman pour le classement général et Nikias Arndt pour les sprints. Ils sont entourés par Phil Bauhaus, Johannes Fröhlinger, Simon Geschke, Chris Hamilton et Lennard Hofstede. Premier coureur à attaquer dans le final d'étape à Paracombe, Kelderman se classe dix-huitième de cette étape, puis onzième à Willunga et termine neuvième du classement général, dans le même temps que ses trois devanciers. Nikias Arndt est pour sa part sixième des première et troisième étapes,. Une semaine plus tard, Nikias Arndt amène à Sunweb sa première victoire de l'année. À l'arrivée de la Cadel Evans Great Ocean Road Race, inscrite au World Tour en 2017, il devance au sprint Simon Gerrans et Cameron Meyer.
En février, l'équipe se rend au Tour d'Oman et y vise les sprint avec Max Walscheid. Søren Kragh Andersen s'impose lors de la troisième étape, dans un final en côte où il devance Rui Costa et Ben Hermans.
Durant la même semaine, Warren Barguil est leader de Sunweb au Tour d'Andalousie.

## Coureurs et encadrement technique

### Effectif
Tous les coureurs présents en 2017 l'étaient déjà en 2016 à l'exception de Phil Bauhaus (Bora-Argon 18), Chris Hamilton (Avanti IsoWhey Sports), Lennard Hofstede (Rabobank Development), Lennard Kämna (Stölting Service Group), Wilco Kelderman et Mike Teunissen (Lotto NL-Jumbo), Michael Matthews (Orica-BikeExchange).
| Cycliste             | Date de naissance | Nationalité | Équipe 2016            |  |
| -------------------- | ----------------- | ----------- | ---------------------- |  |
| Nikias Arndt         | 18 novembre 1991  | Allemagne   | Giant-Alpecin          |  |
| Warren Barguil       | 28 octobre 1991   | France      | Giant-Alpecin          |  |
| Phil Bauhaus         | 8 juillet 1994    | Allemagne   | Bora-Argon 18          |  |
| Roy Curvers          | 27 décembre 1979  | Pays-Bas    | Giant-Alpecin          |  |
| Bert De Backer       | 2 avril 1984      | Belgique    | Giant-Alpecin          |  |
| Tom Dumoulin         | 11 novembre 1990  | Pays-Bas    | Giant-Alpecin          |  |
| Johannes Fröhlinger  | 9 juin 1985       | Allemagne   | Giant-Alpecin          |  |
| Simon Geschke        | 13 mars 1986      | Allemagne   | Giant-Alpecin          |  |
| Chad Haga            | 26 août 1988      | États-Unis  | Giant-Alpecin          |  |
| Chris Hamilton       | 18 mai 1995       | Australie   | Avanti IsoWhey Sports  |  |
| Lennard Hofstede     | 29 décembre 1994  | Pays-Bas    | Rabobank Development   |  |
| Lennard Kämna        | 9 septembre 1996  | Allemagne   | Stölting Service Group |  |
| Wilco Kelderman      | 25 mars 1991      | Pays-Bas    | Lotto NL-Jumbo         |  |
| Søren Kragh Andersen | 10 août 1994      | Danemark    | Giant-Alpecin          |  |
| Sindre Lunke         | 17 avril 1993     | Norvège     | Giant-Alpecin          |  |
| Michael Matthews     | 26 septembre 1990 | Australie   | Orica-BikeExchange     |  |
| Sam Oomen            | 15 août 1995      | Pays-Bas    | Giant-Alpecin          |  |
| Georg Preidler       | 17 juin 1990      | Autriche    | Giant-Alpecin          |  |
| Ramon Sinkeldam      | 9 février 1989    | Pays-Bas    | Giant-Alpecin          |  |
| Tom Stamsnijder      | 15 mai 1985       | Pays-Bas    | Giant-Alpecin          |  |
| Laurens ten Dam      | 13 novembre 1980  | Pays-Bas    | Giant-Alpecin          |  |
| Mike Teunissen       | 25 août 1992      | Pays-Bas    | Lotto NL-Jumbo         |  |
| Albert Timmer        | 13 juin 1985      | Pays-Bas    | Giant-Alpecin          |  |
| Zico Waeytens        | 29 septembre 1991 | Belgique    | Giant-Alpecin          |  |
| Max Walscheid        | 13 juin 1993      | Allemagne   | Giant-Alpecin          |  |
| Stagiaire            | Date de naissance | Nationalité | Équipe 2017            |  |
| Max Kanter           | 22 octobre 1997   | Allemagne   | Giant-Alpecin          |  |
| Leon Rohde           | 10 mai 1995       | Allemagne   | Giant-Alpecin          |  |

## Bilan de la saison

### Victoires
| Victoires | Victoires                                                                     | Victoires | Victoires | Victoires            | Victoires |
| Date      | Course                                                                        | Pays      | Classe    | Vainqueur            |           |
| --------- | ----------------------------------------------------------------------------- | --------- | --------- | -------------------- | --------- |
| 29 janv.  | Cadel Evans Great Ocean Road Race                                             | Australie | 1.UWT     | Nikias Arndt         |           |
| 16 fév.   | 3e étape du Tour d'Oman                                                       | Oman      | 2.HC      | Søren Kragh Andersen |           |
| 3 avr.    | 1re étape du Tour du Pays basque                                              | Espagne   | 2.UWT     | Michael Matthews     |           |
| 16 mai    | 10e étape du Tour d'Italie                                                    | Italie    | 2.UWT     | Tom Dumoulin         |           |
| 20 mai    | 14e étape du Tour d'Italie                                                    | Italie    | 2.UWT     | Tom Dumoulin         |           |
| 28 mai    | Classement général, Tour d'Italie                                             | Italie    | 2.UWT     | Tom Dumoulin         |           |
| 4 juin    | 3e étape, Hammer Sportzone Limburg                                            | Pays-Bas  | 2.1       | Team Sunweb          |           |
| 8 juin    | 5e étape, Critérium du Dauphiné                                               | France    | 2.UWT     | Phil Bauhaus         |           |
| 12 juin   | 2e étape du Tour de Suisse                                                    | Suisse    | 2.UWT     | Michael Matthews     |           |
| 21 juin   | Contre-la-montre masculin aux championnats des Pays-Bas de cyclisme sur route | Pays-Bas  | CN        | Tom Dumoulin         |           |
| 23 juin   | Championnat d'Autriche du contre-la-montre                                    | Autriche  | CN        | Georg Preidler       |           |
| 25 juin   | Course en ligne aux championnats des Pays-Bas de cyclisme sur route           | Pays-Bas  | CN        | Ramon Sinkeldam      |           |
| 14 juill. | 13e étape du Tour de France                                                   | France    | 2.UWT     | Warren Barguil       |           |
| 15 juill. | 14e étape du Tour de France                                                   | France    | 2.UWT     | Michael Matthews     |           |
| 18 juill. | 16e étape du Tour de France                                                   | France    | 2.UWT     | Michael Matthews     |           |
| 20 juill. | 18e étape du Tour de France                                                   | France    | 2.UWT     | Warren Barguil       |           |
| 13 août   | Classement général, Benelux Tour                                              | Pays-Bas  | 2.UWT     | Tom Dumoulin         |           |
| 16 sept.  | 5e étape du Tour du Danemark                                                  | Danemark  | 2.HC      | Max Walscheid        |           |
| 17 sept.  | Championnat du monde du contre-la-montre par équipes                          | Norvège   | CM        | Team Sunweb          |           |

### Résultats sur les courses majeures
Les tableaux suivants représentent les résultats de l'équipe dans les principales courses du calendrier international (les cinq classiques majeures et les trois grands tours). Pour chaque épreuve est indiqué le meilleur coureur de l'équipe, son classement ainsi que les accessits glanés par Sunweb sur les courses de trois semaines.

#### Classiques
| Classique            | Milan-San Remo         | Tour des Flandres  | Paris-Roubaix         | Liège-Bastogne-Liège  | Tour de Lombardie |
| -------------------- | ---------------------- | ------------------ | --------------------- | --------------------- | ----------------- |
| Coureur (classement) | Michael Matthews (12e) | Nikias Arndt (28e) | Ramon Sinkeldam (25e) | Michael Matthews (4e) | Sam Oomen (11e)   |

#### Grands tours
| Grand tour           | Tour d'Italie                       | Tour de France | Tour d'Espagne       |
| -------------------- | ----------------------------------- | --- | -------------------- |
| Coureur (classement) | Tom Dumoulin (1er)                  | Warren Barguil (10e) | Wilco Kelderman (4e) |
| Accessits            | 2 victoires d'étapes (Tom Dumoulin) | 4 victoires d'étapes (Warren Barguil (2), Michael Matthews (2)), Classement par points (Michael Matthews), Grand Prix de la montagne (Warren Barguil), Prix de la combativité (Warren Barguil) | -                    |

### Classement UCI
Team Sunweb termine à la 4e place du classement par équipes du World Tour avec 8033 points. Ce total est obtenu par l'addition des points de ses coureurs au classement individuel. Le coureur de l'équipe le mieux classé est Tom Dumoulin, 3e avec 2545 points.
| Rang | Coureur              | Points |
| ---- | -------------------- | ------ |
| 3    | Tom Dumoulin         | 2545   |
| 9    | Michael Matthews     | 2049   |
| 34   | Wilco Kelderman      | 1049   |
| 37   | Warren Barguil       | 977    |
| 97   | Nikias Arndt         | 377    |
| 98   | Sam Oomen            | 367    |
| 170  | Søren Kragh Andersen | 119    |
| 175  | Mike Teunissen       | 110    |
| 179  | Phil Bauhaus         | 104    |
| 227  | Laurens Ten Dam      | 69     |
| 260  | Georg Preidler       | 51     |
| 274  | Ramon Sinkeldam      | 42     |
| 275  | Simon Geschke        | 42     |
| 286  | Max Walscheid        | 38     |
| 299  | Lennard Hofstede     | 33     |
| 350  | Chris Hamilton       | 18     |
| 360  | Bert De Backer       | 14     |
| 373  | Lennard Kämna        | 11     |
| 385  | Roy Curvers          | 8      |
| 410  | Johannes Fröhlinger  | 5      |
| 422  | Chad Haga            | 3      |
| 425  | Sindre Lunke         | 2      |